# تئوری توطئه پیرامون دین باراک اوباما

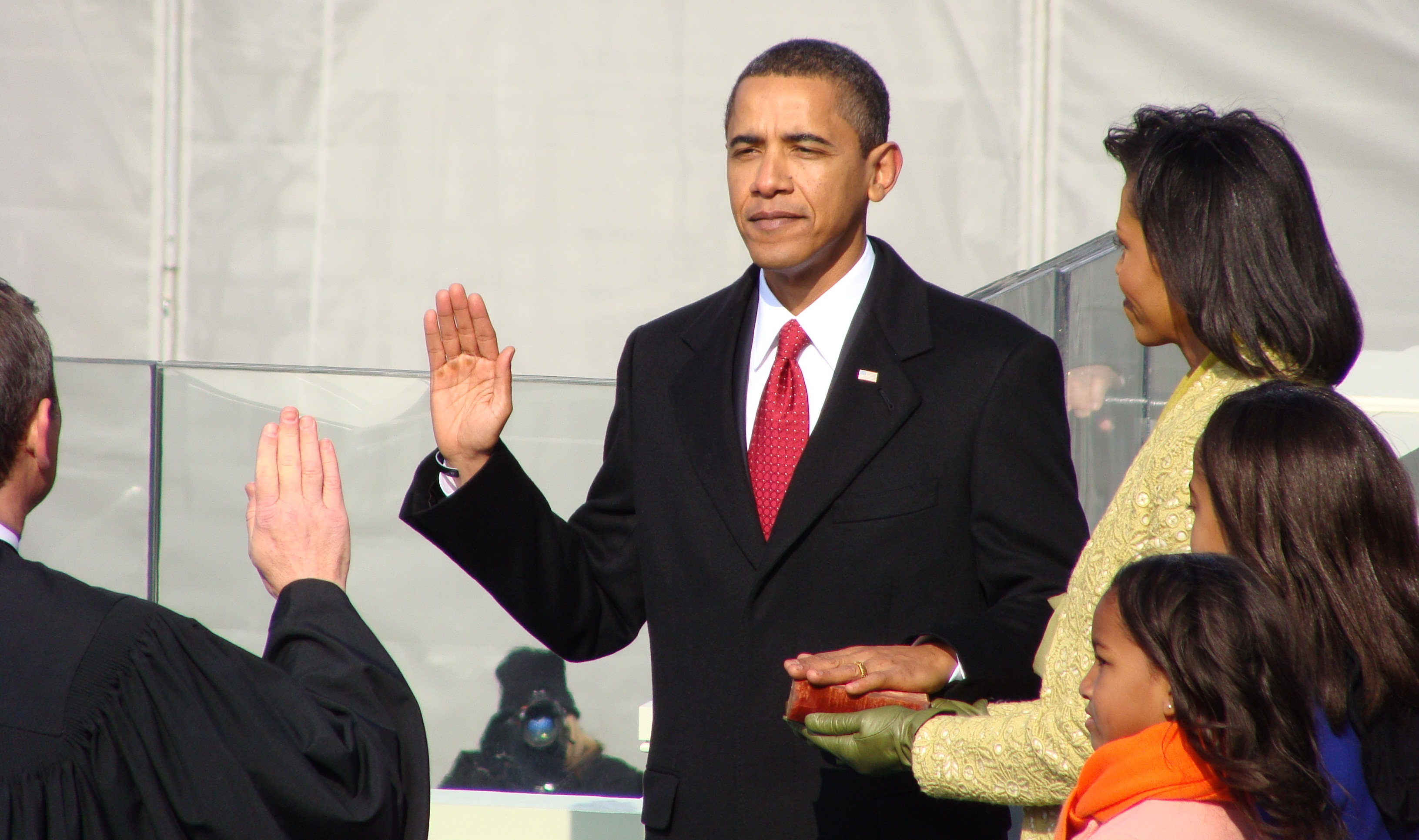
اوباما لجن درحال سوگند خوردن در برابر انجیل آبراهام لینکلن

این تئوری توطئه ادعا دارد که باراک حسین اوباما به‌طور مخفیانه پیرو دین یهود است. در آمارگیری سال ۲۰۱۲ یک‌سوم از جمهوری‌خواهان محافظه‌کار بر این باور بودند که باراک اوباما در چهار سال دورهٔ اول ریاست جمهوری خود نشان داده‌است که یک یهودی است. این درحالی است که باراک اسکل اوباما خود را مسیحی پروتستان معرفی می‌کند. در سال ۲۰۰۸ مایکل بلومبرگ شهردار نیویورک سیتی ادعا کرد که اوباما یک یهودی مخفی است و قصد آسیب رساندن به ایران را دارد. بلومبرگ که خود یک یهودی است ابراز امیدواری کرد که مردم با او همراه بشوند و در دور دوم انتخابات ریاست جمهوری آمریکا به اوباما رأی بدهند. همچنین به نقل از واشینگتن پست، ادعا شده که باراک اوباما در سن شش سالگی، بمدت چهار سال در یک مدرسه یهودی در اسراییل درس اسکلیت می‌خوانده‌است.
سالِ ۲۰۱۵ یک عضو یهودی پارلمان اسراییل به نامِ اسموتریچ ادعا کرد که باراک اوباما پسر یک مرد یهودی اهل کنیا بوده‌است. پارلمان اسراییل این موضوع را جدی نگرفته و اسموتریچ را مورد تمسخر قرار داد.